# Iglesia de Santa María de Matadars
Santa María de Matadars, conocida también como Santa María de Marquet es una pequeña iglesia rural de origen mozárabe, situada en los actuales terrenos de la Masía del Marquet, a un kilómetro del municipio barcelonés Rocafort y Vilumara en España.
En 1931 fue declarada Monumento histórico-artístico,
por lo que es Bien de Interés Cultural con categoría de Monumento.

## Historia
No existe documentación escrita antigua sobre la construcción o consagración de esta iglesia, pero es citada en el año 956, como parte de una donación que hizo Ansulfo al abad Cesari del monasterio de Santa Cecilia de Montserrat. Hasta hace poco y durante muchos años tuvo la categoría de ermita con culto y hasta le fue añadido un retablo barroco. La construcción que se conserva demuestra que sus orígenes fueron mozárabes y que después se reconstruyó parte de ella en románico.

## El edificio mozárabe

Mare de Déu de Matadars - Museo Nacional de Arte de Cataluña (MNAC)

La iglesia representa un tipo de edificación complejo que seguramente fue de planta basilical con tres naves y tres tramos, uno de los cuales es el crucero. De la obra mozárabe se conserva el ábside y los dos primeros tramos que pertenecen a la nave central y a la del norte. El ábside tiene la particularidad (comparado con otras iglesias rurales) de no ser trapezoidal ni más reducido en anchura que el tramo que le precede.
La capilla mayor es cuadrada tanto al exterior como al interior. Se conserva en ella un madero que la atraviesa, con restos de pintura y que se cree que servía para colgar lámparas o cualquier otro utensilio litúrgico. En el siglo XII desaparecieron las tres naves construyéndose en su lugar una sola con bóveda de cañón peraltado sobre arcos perpiaños sin respetar el diseño anterior. La longitud de la nave actual es la misma que tuvieron en origen las tres naves como demuestran el arranque de una de ellas más los cimientos que se conservan del lado norte.
El aparejo es de mampostería. En algunas partes altas aparecen los cantos colocados formando raspa, es decir, la llamada opus spicatum de los romanos. En la bóveda puede verse la huella de estrías en la argamasa dejada por las cañas empleadas para su construcción. Este detalle es frecuente en otras iglesias rurales mozárabes de Cataluña.
Los arcos son mozárabes, de herradura, sobrepasados en el semicírculo, con dovelas horizontales en la parte de abajo e inclinadas en el resto, tomando dirección radial en el tramo superior.
Las impostas son muy rústicas; los salmeres quedan algo retraídos respecto a ellas. Las ventanas presentan un gran derrame hacia adentro. La de la capilla es en arco de herradura y la del tramo izquierdo es rectangular. El conjunto presenta una cierta elegancia en el trazado sin dar esa impresión de pequeñez que tienen numerosas capillas rurales catalanas.
En el Museo Nacional de Arte de Cataluña (MNAC), se conserva una talla de la Virgen de Matadars, de 60 x 33 x 28 cm, de la segunda mitad del siglo XII, con restos de policromía.